# 德恩森巴赫河
50°6′55.96″N 9°14′28.31″E / 50.1155444°N 9.2411972°E

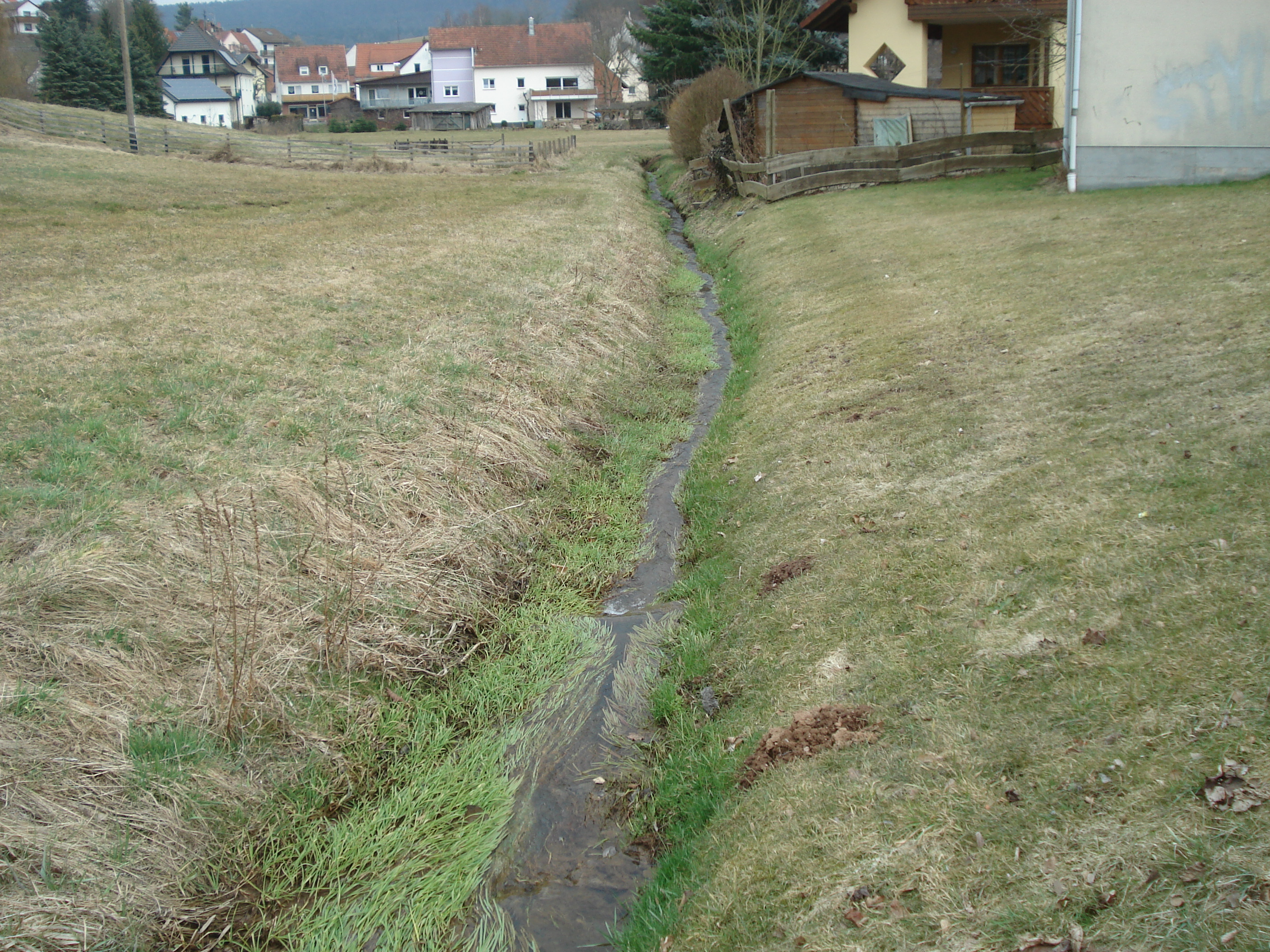

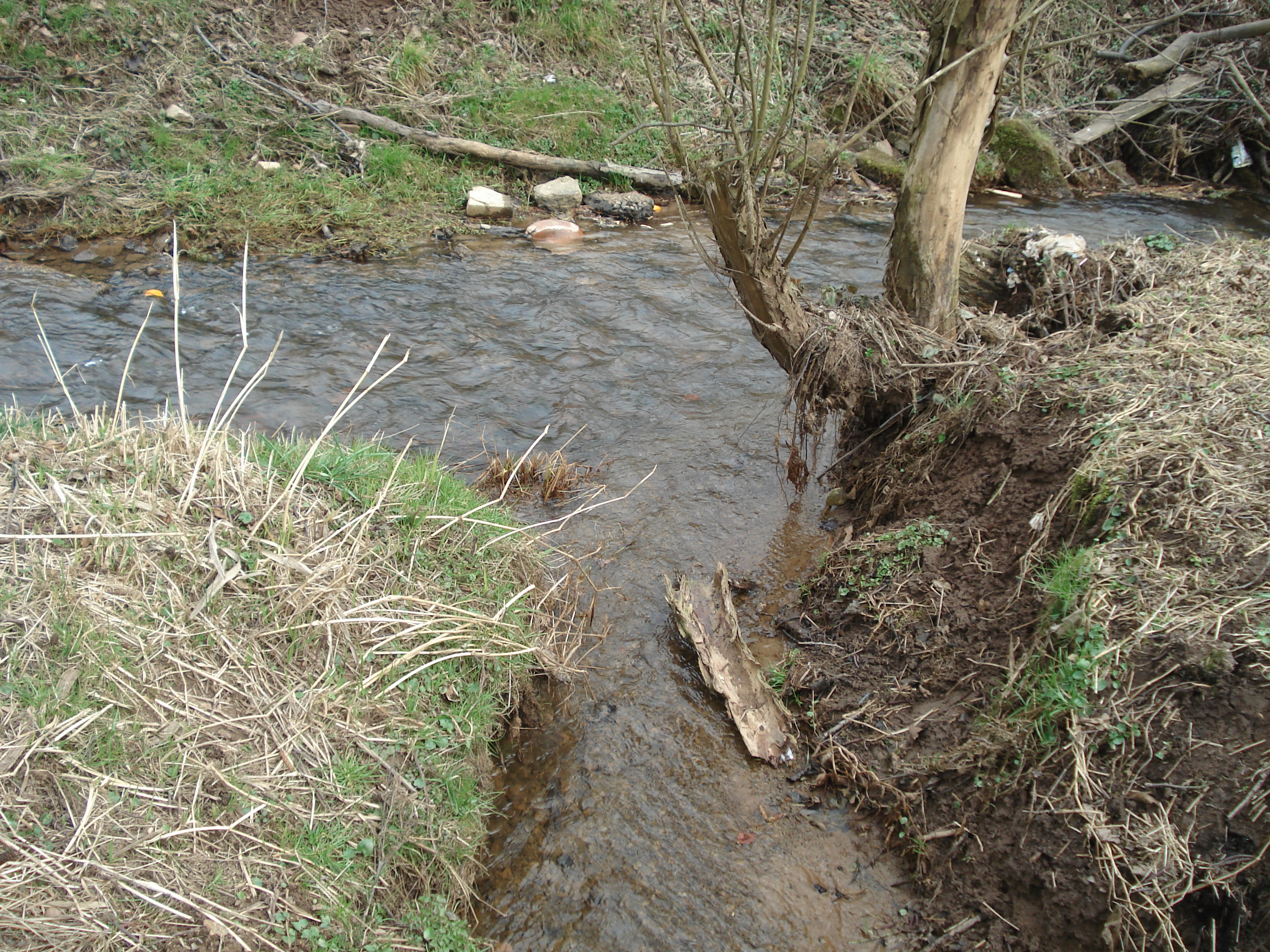

德恩森巴赫河（德語：Dörnsenbach），是德國的河流，位於該國東南部，由巴伐利亞負責管轄，屬於韋斯特巴赫河的左支流，河道全長1.6公里，流域面積1平方公里。